# Leyla Erbil
Œuvres principales
A Strange Woman
Leyla Erbil, née le 12 janvier 1931 à Istanbul et morte le 19 juillet 2013  dans cette même ville, est une écrivaine féministe turque, auteure de romans, de nouvelles et d'essais. Elle est la première femme turque à être nommée pour le Prix Nobel de Littérature par PEN International en 2002. Lela Erbil fait partie des personnes qui fondent l'Union des Artistes turcs et du Syndicat des écrivains de Turquie.

## Biographie
Second enfant d'une fratrie de trois, Leylâ Erbil est née à Istanbul, en Turquie, de Emine Huriye Hanim et Hasan Tahsin. Elle étudie à l'école pour fille de Kadıköy et suit les cours du Département de Langue et Littérature anglaise de l'Université d'Istanbul. Elle épouse son premier mari, Aytek Şay, en 1951, après sa première année d'université. Le mariage, qui ne dure pas longtemps, force Leyla Erbil a interrompre provisoirement ses études; elle retourne à l'université peu de temps après son divorce. Elle rencontre son second mari, Mehmet Erbil, alors qu'elle travaille comme secrétaire et traductrice à la Scandinavian Airlines en 1953, et interrompt de nouveau ses études, lors de sa dernière année. Elle se marie peu de mois après et ne les reprendra pas. Le couple s'installe à Izmir, où, en 1960, elle donne naissance à sa fille unique, Fatoş Erbil-Pınar. Elle retourne vivre plus tard à Istanbul.
On lui diagnostique une Histiocytose langerhansienne en 2005. Elle meurt le 19 juillet 2013, à l'âge de 82 ans, à Istanbul, à l'Hôpital où elle était soignée pour une défaillance du foie et des voies respiratoires, effets secondaires de sa maladie.

## Affiliations organisationnelles et activisme
Dans les années 1960 elle participait aux activités et travaillait au Bureau des Arts du Türkiye İşçi Partisi (parti des travailleurs turcs), le parti socialiste le plus influent à cette époque, qui fusionnera en 1988 avec le Parti communiste de Turquie. Leyla Erbil fait partie des fondateurs de l'Union des artistes turcs en 1970. Quatre ans plus tard, en 1974, elle est fondatrice du Syndicat des écrivains de Turquie. En tant que membre fondateur, elle a préparé les statuts du syndicat avec des amis. 
En 1999, Leyla Erbil est candidate aux élections législatives avec le Parti de la liberté et de la solidarité (ÖDP). Elle quitte le parti quand elle commence à être en désaccord avec ses idées.

## Carrière littéraire
Elle commence à écrire des histoires alors qu'elle travaille comme secrétaire et traductrice. Son premier poème est publié en 1945, mais elle est connue pour ses histoires qui apparaissent dans différents journaux dans les années 1950. Ses histoires sont habituellement construites autour de conflits émotionnels et sociologiques d'individus et de la société. Que ce soit une histoire d'amour, de famille ou une histoire sur le développement social et politique de la société, elle a l'habitude de présentes des situations et des états contradictoires. Rompant avec les techniques traditionnelles de la littérature turque et de la syntaxe du turc, Leyla Erbil développe un style unique et utilise différentes formulations du turc, s’inspirant des enseignements de Sigmund Freud. Elle cherche une nouvelle voix de narration pour décrire les luttes existentielles de l'individu moderne en conflit avec la société. Leyla Erbil est remarquée pour son habileté à observer les individus en utilisant différentes perspectives sociétales et ses histoires sont caractérisées par ses efforts pour montrer les différentes dimensions de la réalité.
Sa première histoire Hallaç (Cardeur) sort en 1961. Son premier roman Garip bir Kadın (Une femme étrange), publié en 1971, est un chef-d’œuvre. Montrant un regard féminin résolu sur le monde masculin et écrit dans un style innovant, les critiques comparent alors Erbil à Virginia Woolf. Le roman est considéré comme pionnier car pour la première fois dans la littérature turque il traite de problèmes tels que la virginité, l'inceste et les agressions physiques et sexuelles. Garip bir Kadın est publié à une époque où le mot féministe n'est pas encore entré dans le vocabulaire turc ; de fait les féministes considèrent ce roman comme le premier du genre. Leyla Erbil a grandement fait avancer la littérature turque avec son style distinctif et ouvert la voie à d'autres auteurs.
Un autre recueil de textes courts, Gecede (la nuit) renforce sa réputation de conteuse de la condition féminine. Ses romans suivant, Karanlığın Günü (Le jour des ténèbres) et Mektup Aşkları (Lettres d'amours) arrivent durant la période sombre des années 1980, ils sont publiés respectivement en 1985 et 1988. Elle se concentre durant les années 1990 sur l'écriture d'essais avant de publier en 2001 Cüce (Nain), un autre de ses chefs-d’œuvre, rempli d'humour noir.
Kalan (Le reste), publié en 2011, parle de la tragédie des communautés multiculturelles d'Istanbul à travers le regard de sa protagoniste féminine cosmopolite et rebelle Lahzen.
En 2002, Leyla Erbil est nommée comme candidate pour le Prix Nobel de littérature par la PEN Writers Association, faisant d'elle la première Turque à être nommée pour ce prix.
Ses œuvres ont été traduites en anglais, français et allemand.

## Œuvres

### Nouvelles
- Hallaç (1961)
- Gecede (1968)
- Eski Sevgili (1977)

### Romans
- Tuhaf Bir Kadın (1971)

- traduit en français sous le titre Une drôle de femme par Ali Terzioğlu et Jocelyne Burkmann ed. Belleville, Paris, 2018, 256 p.
- Karanlığın Günü (1985)

- traduit en français sous le titre Jour d’obscurité par Alfred Depeyrat, Arles, France, Actes Sud, coll. « Lettres turques », 2012, 397 p.  (ISBN 978-2-330-00239-8)
- Mektup Aşkları (1988)
- Cüce (2001)
- Üç Başlı Ejderha (2005)
- Kalan (2011)
- Tuhaf Bir Erkek (2013)

### Autres publications
- Tezer Özlü'den Leylâ Erbil'e Mektuplar (1995)
- Düşler Öyküler (1997)
- Zihin Kuşları (1998)